# نواه بيلينغسلي
نواه بيلينغسلي (بالإنجليزية: Noah Billingsley)‏ (6 أغسطس 1997 بويلينغتون في نيوزيلندا - ) هو لاعب كرة قدم نيوزلندي في مركز الهجوم.

## وصلات خارجية
- نواه بيلينغسلي على موقع الاتحاد الدولي (مؤرشف)  (الإنجليزية)
- نواه بيلينغسلي على موقع الدوري الأمريكي (الإنجليزية)
- نواه بيلينغسلي على موقع قاعدة بيانات كرة القدم.إي يو (الإنجليزية)
- نواه بيلينغسلي على موقع ناشيونال فوتبول تيمز (الإنجليزية)
- نواه بيلينغسلي على موقع Soccerway.com (الإنجليزية)